# Кулятино (Смоленская область)
Кулятино — деревня в Кардымовском районе Смоленской области России. Входит в состав Нетризовского сельского поселения.
Расположена в центральной части области в 16 км к югу от Кардымова, в 18 км южнее автодороги Р134 «Старая Смоленская дорога» Смоленск — Дорогобуж — Вязьма — Зубцов, на берегу реки Большой Вопец. В 5 км северо-западнее деревни расположена железнодорожная станция Конец на линии Смоленск — Сухиничи.

## История
В годы Великой Отечественной войны деревня была оккупирована гитлеровскими войсками в августе 1941 года, освобождена в сентябре 1943 года.